# 鄭碼
鄭碼（ていま、ジョンマー）は、鄭易里・鄭瓏親子によって開発されたコンピューター上の中国語入力方式。五筆字型や倉頡式と同様に文字を字根に分解し、その形によってコードを割りふる方式である。10万種以上の漢字の入力に対応している点に特徴がある。
Microsoft Windows 95以来標準で添付される中国語入力システムだったが、特許上の争いのためにMicrosoft Windows 8からは添付されなくなった。

## 方式
鄭碼では文字の構成要素である字根170種類が定義されている。各字根はアルファベット26文字の1ないし2打（一部は3打）で入力される。ほかの方式では通常1つの字根は1打で入力されるが、鄭碼では1打で打てる第1主根（26種類）、2打めにDを加える第2主根、2打めにそれ以外のアルファベットを打つ副根の3種類があることを特徴とする。
アルファベット26文字は第1画の五筆によって分類され、横で始まるものはA-H、竪はI-L、撇（左払い）はM-R、点はS-W、折はX-Zのいずれかが割りあてられる。副根の第2打の種類は第2画の筆画であったり（例：丁AI）、字根の一部が別の字根になっている場合はその第1打であったりと（例：穴WO、八=O）連想が働きやすいように設計されているが、一部の副根は不規則である（山LL など）。
いくつかの副根が2打めに同じ打鍵を持っている場合があり、その場合第3打にA,B,Cのような打鍵を加えることで区別される。たとえば「田」KI、「由」KIA、「甲」KIB、「申」KICが定義されている。
1つの漢字は1つから4つの字根に分割される。5つ以上に分割される場合には最初と最後の2つずつを取る。1字は2打から4打で入力されるが、漢字のコードは字根数によって以下のように異なる。最初の字根は全部入力するが、3つ以上の字根からなる漢字の場合、2番目以降の字根が第1打のみに省略されることがある。
- 1つの字根からなる字は字根そのものを打鍵する。1打のみの場合はその後ろにAを加える[4]（例：「王」CA、「田」KI）。
- 2つの字根からなる字は字根そのものを打鍵する。ただし4打以内に収まるように第2字根は最初の1-2打のみに省略されることがある（例：「岳」PDALは丘PDA+山LL、「神」WSKIはネWS+申KIC）。2つの字根がともに1打の場合はVVを加える[4]（「明」KQVV）。
- 3つの字根からなる字は、最初の字根が1打なら、その後ろに2番目の字根の最初の1打と3番目の字根を加える。2打ならその後ろに2番目と3番目の字根の最初の1打を加える。3打なら2番目の字根は無視して3番目の字根の最初の1打を加える。
- 4つの字根からなる字は、最初の字根が1打なら、その後ろに各字根の最初の1打を加える。2打なら2番目の字根を無視して3番目と4番目の字根の最初の1打を加える。3打なら2番目と3番目の字根を無視して最後の字根の最初の1打を加える。

2文字以上の熟語の一部が4打で入力できる。2字の熟語は各字の最初の2打を取り、3字熟語は1+2+1、4字以上の熟語は1-4字めそれぞれの最初の1打を取る。
よく使う文字または熟語の簡易入力法である簡碼が定義されている。一級簡碼は26字あり、もっともよく使う字を1打で入力できる。一級簡碼は字根から連想できるものが多いが、一部は無関係である（「的」がDで入力されるなど）。二級簡碼は2打で入力でき、単漢字の場合は最初の2つの字根の第1打の組み合わせによって入力される（「需」は雨FV+而GLだが、FGで入力できる）。2字熟語の場合は各字の最初の1打による（「中国」JJ、中JIVV+国JDCSより）。三級簡碼は3打で入力できる。

## 歴史
鄭易里(1906-2002)は『英華大詞典』（1950年初版）の編纂者として名を知られるが、早くから漢字の新しい検索方法に興味を持ち、1980年代に中国農業科学院情報研究所でコンピューター上の漢字入力について研究した。1987年に80歳で退職した後も娘の鄭瓏とともに入力方式の研究を続けた。鄭碼は1989年に特許出願し、1992年に特許公開された。
鄭碼は多種の漢字の入力に対応しているところから、1995年には韓国で高麗大蔵経CD作成のための入力方式として利用された。
Microsoft Windows 95では、当時のUnicodeすべての漢字を入力できる中国語入力方式として標準採用され、その後のWindowsにも添付されたが、2007年に鄭瓏は使用を認めたのはWindows 95とWindows 3.2についてのみであり、それ以降のバージョンのWindowsについてマイクロソフトは鄭碼を添付する権利を持っていないと訴えた。これに対してマイクロソフトは鄭碼の特許そのものが無効であるとして特許の撤回を請求したが却下された。2012年のWindows 8以降は鄭碼は搭載されなくなった。